# José Antonio Solano
José Antonio Solano Moreno (Cartagena, 4 februari 1985) is een Spaans voetballer. Hij speelt als centrale verdediger bij CD Badajoz.
Solano begon als voetballer bij de jeugdelftallen van Cádiz CF. Vervolgens speelde hij voor Cádiz B en op huurbasis bij CD Leganés. In 2005 werd de verdediger gecontracteerd door Écija Balompié. Daar speelde Solano drie seizoenen, waarna hij in juli 2008 vertrok naar Barça Atlètic, het tweede elftal van FC Barcelona. Voor dit team speelde hij in het seizoen 2008/2009 echter door blessures geen competitiewedstrijden en in 2009 keerde Solano terug naar Écija Balompié. Een jaar later verkaste hij naar CD Badajoz.
| seizoen    | club           | land   | competitie                 | wed. | goals |
| ---------- | -------------- | ------ | -------------------------- | ---- | ----- |
| 2004/05    | CD Leganés     | Spanje | Segunda División B         | ?    | ?     |
| 2005/06    | Écija Balompié | Spanje | Segunda División B         | ?    | ?     |
| 2006/07    | Écija Balompié | Spanje | Segunda División B         | ?    | ?     |
| 2007/08    | Écija Balompié | Spanje | Segunda División B         | ?    | ?     |
| 2008/09    | Barça Atlètic  | Spanje | Segunda División B Grupo 3 | 0    | 0     |
| Bijgewerkt | 18-05-2009     |        |                            |      |       |